# Хартли, Тревор
Тревор Хартли (англ. Trevor Hartley; род. 16 марта 1947, Донкастер, Йоркшир и Хамбер) — английский футболист и футбольный тренер, защитник.

## Карьера

### Клубная карьера
Во взрослом футболе дебютировал в 1967 году в клубе «Вест Хэм Юнайтед». Его первый выход на поле состоялся 28 апреля того же года в матче против «Вест Бромвич Альбион». Всего в составе клуба принял участие в пяти матчах, не забив ни одного гола.
В 1969 году перешёл в клуб «Борнмут», где играл на протяжении двух сезонов, приняв участие в 42 матчах и забив два гола. Завершил карьеру футболиста в 1971 году.

### Тренерская карьера
С 1974 по 1975 год тренировал команду клуба «Борнмут». В 1986 году стал помощником тренера «Тоттенхэма» Дэвида Плита, а после его отставки в 1987 году исполнял обязанности главного тренера клуба вместе с Дугом Ливермором.
С 1988 по 1990 год Хартли возглавлял тренерский штаб национальной сборной Малайзии.